# Besleria concinna
Besleria concinna är en tvåhjärtbladig växtart som beskrevs av Conrad Vernon Morton. Besleria concinna ingår i släktet Besleria och familjen Gesneriaceae. Inga underarter finns listade i Catalogue of Life.